# Кокжонское месторождение фосфоритов
Кокжонское месторождение фосфоритов — находится в 12 км к югу-западу от города Жанатас в Сарысуском районе Жамбылской области. 
Месторождение открыто в 1939 году. Разведочные работы проводились в 1955—1965 годы и 1969—1971 годы. Рудное поле состоит из 4 участков. Соединено с осадками (свита Шолактау) периода сравнения кембрия. Осадочная постель состоит из галечников, сланцев, алеврита и аргиллитов. Средняя толщина фосфоритного слоя в Кыштасе 15 метров, в Аралтобе 10 метров. Встречаются фосфоритно-кремниевые осадки толщиной 2—2,5 метров. В Кыштасе на глубина 400—600 метров, а Аралтобе на глубина 300 метров есть фосфоритный слой. Структура фосфорита кристальная, закрыто-кристальная, зернистая, оолитная; объём Р2О5 в его составе от 22,8 % до 36 %. Кокжонское месторождение фосфоритов относится к ряду края руд на Каратауском фосфоритном поле. Месторождение осваивается открытым способом.